# Antun Vrančić
Antun Vrančić, latinizat Antonius Verantius, maghiarizat Antal Verancsics, (n. 29 mai 1504, Šibenik, cantonul Šibenik-Knin, Croația – d. 15 iunie 1573, Eperjes, Ungaria Regală) a fost un cardinal croat, primat (întâistătător) al Bisericii Catolice din Ungaria, calitate în care a întreprins mai multe demersuri diplomatice.

## Studiile și începutul carierei
A studiat la Padova, Viena și Cracovia. La vârsta de 26 de ani a devenit secretar al principelui Ioan Zápolya al Transilvaniei.